# Leioproctus stilborhinus
Leioproctus stilborhinus là một loài Hymenoptera trong họ Colletidae. Loài này được Moure mô tả khoa học năm 1954.